# Jimmy Munro
Jimmy Munro, właśc. James Ferguson Munro (ur. 25 marca 1926, zm. 1997) – szkocki piłkarz, który występował na pozycji skrzydłowego.

## Kariera piłkarska
Piłkarską karierę rozpoczął w Aberdeen. Następnie grał w Dunfermline Athletic i Waterford United, skąd w listopadzie 1947 przeszedł do Manchesteru City, zaś w marcu 1950 do Oldham Athletic. Trzy lata później został zawodnikiem Lincoln City, w którym zanotował 171 meczów ligowych i pucharowych, zdobywając 25 bramek. Grał jeszcze w Bury, Weymouth i Poole Town.